# ベト・グヴリン＝マレシャ国立公園
ベト・グヴリン＝マレシャ国立公園はイスラエルの南部地区にある国立公園（国立考古公園）で、第一神殿時代のユダ王国の主要都市のひとつマレシャと、古代ローマ時代の主要都市のひとつエレウテロポリス（ベト・グヴリン）の遺跡を含んでおり、2014年に「ユダヤ低地にあるマレシャとベト・グヴリンの洞窟群 : 洞窟の大地の小宇宙」の名でUNESCOの世界遺産リストに登録された（日本語名の揺れは後述）。
この遺跡で出土した遺構には、大規模な墓所、埋葬用の洞窟群、古代ローマ時代のアンフィテアトルム、ビザンティン期の聖堂、公衆浴場、モザイク群などが含まれる。

## 歴史

### マレシャ
マレシャの最古の記録は古代ユダ族の都市としてである（ヨシュア記15章44節）。ヘブライ語聖書はレハブアムがエジプトの攻撃に備えて守りを固めたことに言及している。ユダ王国崩壊後はエドム人の領土となった。ペルシアの支配期にはシドン人のコミュニティが入植し、紀元前259年にはゼノン・パピルス (Zenon Papyri) も言及した。マカバイ戦争期にはマレシャはユダヤ攻撃の拠点となり、マカバイからの報復も受けた。ヨハネ・ヒルカノス1世が紀元前112年にマレシャを陥落させ、占領した後、一帯はハスモン朝の支配下に置かれた。紀元前40年にパルティア人が完全に破壊すると、以降再建されることはなかった。

### ベト・グヴリン
ベト・グヴリンは近隣のマレシャ滅亡後に地域の主都となった。フラウィウス・ヨセフスの『ユダヤ戦記』でも言及があり、ユダヤ戦争（68年）ではローマの将軍ウェスパシアヌスに占領され、のちにバル・コクバの乱（132年 - 135年）でも被害を受けた。西暦200年にはエレウテロポリスの名でローマの植民市として再建され、都市の称号とイタリア権法 (ius italicum) を享受した。この時期にエレウテロポリスに与えられた領土は、パレスティナの植民市では過去に例のないものであった。ビザンティン期の諸史料は、この都市に息づくユダヤ教、キリスト教双方の個性に言及している。
ベト・グヴリンの名の由来は「自由民の市」だが、自由民と発音の近い「穴居人」にひきつけて理解されることもあった。由来をアラム語で「人びとの家」としている文献もある。

## 発掘の歴史
マレシャの最初の発掘は、1898年から1900年にかけて、ブリス (Frederick J. Bliss) とマカリスター (R. A. Stewart Macalister) によって行われ、塔を備えた市壁に囲まれた計画的かつ防衛堅固なヘレニズム都市が出土した。彼らによって、遺丘のヘレニズム的な2層とイスラエル的な1層が同定された。また、都市で使われていた多くのオリーブ圧搾器、コルンバリウム（鳩の巣形遺構）、貯水槽なども発見された。
マレシャは1989年以降、ベト・グヴリン（エレウテロポリス）は1992年以降、イスラエルの考古学者アモス・クロネル (Amos Kloner) が発掘調査にあたった。その結果、ベト・グヴリンでは、巨大な公衆浴場、駐留していたローマ軍によって建設されたアンフィテアトルム、その壁と一体化した十字軍時代の砦、付随する聖堂などが発見された。

## 考古学的な遺構

### 埋葬用洞穴群
シドン人の埋葬用洞穴群は、ベト・グヴリンのシドン人指導者アポロファネス (Apollophanes) 一族の墓所だった。洞穴群はシドン人、エドム人、ヘレニストたちの埋葬用洞穴だったが、シドン人の洞穴だけは内部に絵が描かれている。最初にして最大の洞穴は、遺体が安置された壁龕の上に、神話的な動物や写実的な動物が描かれている。つまりは、魔物を追い払うために鳴き声をあげる鶏、冥府の門を守る三つ頭のケルベロス、死後の姓名を象徴する鮮やかな赤色のフェニックスなどである。また、音楽家たちの墓はフルートを奏でる男性、ハープを弾く女性の絵で飾られている。

### 鐘形洞窟群
この地域には約800の鐘形洞窟群がある。洞窟群の多くは、40 - 50単位の洞窟をつなぐ地下通路網によって結ばれている。鐘形洞窟群は、アラブ人たちが住むようになった時期に、道を舗装するための石灰の切り出し場として掘りぬかれた名残で、その壁面はベージュ色の石灰岩である。それらのうち、高さ60フィート (18 m)以上と大きく、アクセスしやすい鐘形洞窟の一つは、現代では催事に使われることがある。

### 聖アンナ聖堂
聖アンナ聖堂は元々ビザンティン期に建てられ、十字軍時代の12世紀に再建された。支え無しに残る後陣の遺構（下画像）は保存状態がよい。その遺跡はアラビア語ではキルベト・サンダハンナ（Khirbet Sandahanna, Khirbet は「廃墟」の意味）と呼ばれ、マレシャの遺丘自体がテル・サンダハンナ (Tell Sandahanna) と呼ばれている。

### アンフィテアトルム
ローマ人のアンフィテアトルムの遺構は1990年代半ばに出土した。それはベト・グヴリンの北西の周縁部に2世紀に建てられたものである。剣闘士の競技が行われたこのアンフィテアトルムは、3500人の観客を収容できた。それはバル・コクバの乱鎮圧後にこの地方に駐留したローマ兵たちのために建てられた。大きな方形の切石で建てられたこの楕円形のアンフィテアトルムは、363年のガリラヤ地震 (Galilee earthquake of 363) で崩壊するまで、利用されていた。

### モザイク
1924年に、遺丘の上で鳥獣を描いたビザンティン期のモザイクが発見された。

## ギャラリー
- マレシャの住居群
- シドン人たちの埋葬用洞穴群
- 聖アンナ聖堂の遺構

## 世界遺産
ベト・グヴリン＝マレシャ国立公園は、イスラエルの世界遺産の一つとして世界遺産リストに登録されている。

### 登録経緯
この物件が世界遺産の暫定リストに記載されたのは、2000年6月30日のことだった。当初は「ユダヤ低地の洞窟と隠棲所の土地、マレシャ、ベト・グヴリン、アドゥラム」(The Land of caves and hiding places of the Judean Lowlands, Maresha, Bet Guvrin and Adulam) という名称で2010年1月28日に正式推薦された。しかし、世界遺産委員会の諮問機関である国際記念物遺跡会議 (ICOMOS) は登録延期を勧告したため、第35回世界遺産委員会での審議を前に、イスラエル当局の希望により取り下げられた。
イスラエル当局は2013年1月23日に推薦書を再提出した。これに対するICOMOSの勧告は「登録」であり、第38回世界遺産委員会でも委員国からは特に反対意見は出ず、問題なく登録が決議された。イスラエルでは8件目の世界遺産登録となった。

### 登録名
世界遺産としての正式登録名は、Caves of Maresha and Bet-Guvrin in the Judean Lowlands as a Microcosm of the Land of the Caves （英語）、Les grottes de Maresha et de Bet-Guvrin en basse Judée, un microcosme du pays des grottes （フランス語）である。その日本語訳は資料によって以下のような違いがある。
- 洞窟の地の小宇宙としてのユダヤ低地のマレシャとベイト・グブリンの洞窟群 - 日本ユネスコ協会連盟[14]
- 洞窟世界の小宇宙 : ユダヤ低地にあるマレシャとベト・グヴリンの洞窟群 - 『今がわかる時代がわかる世界地図・2015年版』[15]
- 洞窟世界の縮図 : ユダの低地におけるマレシャ及びベト・グヴリンの洞窟群 – 東京文化財研究所ほか[16] [17]
- ユダヤ低地にあるマレシャとベト・グヴリンの洞窟群 : 洞窟の大地の小宇宙 - 世界遺産検定事務局[18]
- ユダヤ低地にあるマレシャとベトグヴリンの洞窟群 : 洞窟の大地の小宇宙 - 古田陽久・古田真美[10]
- ユダヤ低地の洞窟群都市マレーシャとベートグヴリン洞窟 - 『なるほど知図帳・世界2015』[19]

### 登録基準
この世界遺産は世界遺産登録基準のうち、以下の条件を満たし、登録された（以下の基準は世界遺産センター公表の登録基準からの翻訳、引用である）。
- (5) ある文化（または複数の文化）を代表する伝統的集落、あるいは陸上ないし海上利用の際立った例。もしくは特に不可逆的な変化の中で存続が危ぶまれている人と環境の関わりあいの際立った例。
  - ICOMOSは世界遺産委員会はこの基準の適用理由について、「マレシャ＝ベト・グヴリンの地下考古遺跡は、鉄器時代から十字軍の時代に至る多様な経済的・社会的・象徴的用途に結びつく人工洞窟および洞窟網の発達を伝えてくれる、地下石灰岩層の伝統的利用に関する卓越した例である」[20]とした。

## 観光
この国立考古公園はエルサレムの南西約40 kmあるいは50 km にあるが、直行バスなどはない。最寄の都市は南部地区の都市キルヤット・ガットなどで、そこからはタクシーになる。入園料は29シェケル（2014年半ば時点）。
また、約24マイル西方にあるアシュケロンには、古代のペリシテ人が居住していた遺構を残すアシュケロン国立公園がある。